# Iglesia de Abelia
La iglesia de la Trinidad de Abelia (en georgiano: აბელიის სამების ეკლესია) es una iglesia ortodoxa georgiana del siglo XIII, ubicada en el municipio de Tetri Tsqaro en la región sur-central de Kvemo Kartli, Georgia. Con un diseño simple de una sola nave, está situada en las afueras del actual pueblo de Abeliani, anteriormente conocido como Abelia. Una referencia a la diarquía en Georgia bajo el dominio mongol en una inscripción en el muro sur de la iglesia hace posible datar su construcción en el período de 1250-1259. Está inscrita en la lista de los Monumentos culturales inamovibles de importancia nacional de Georgia.

## Ubicación
La iglesia de Abelia se encuentra en las estribaciones del monte Sameba, en la región de Kvemo Kartli. Este lugar, mencionado por primera vez como Abelia en un documento datado en 1580, ya estaba poblado en la temprana Edad del Bronce como lo demuestran las excavaciones arqueológicas de la década de 1950. El sitio también ha producido una necrópolis de los siglos V y III a. C. con artefactos de bronce, hierro y cristalería, incluidos sellos con escenas de caza. El área, completamente desierta en el siglo XVIII y posteriormente reclamada en gran medida por la naturaleza, fue visitada y sus antigüedades, incluida la iglesia de Abelia, descritas por primera vez por el erudito georgiano Ekvtime Taqaishvili a principios de 1900.

## Arquitectura

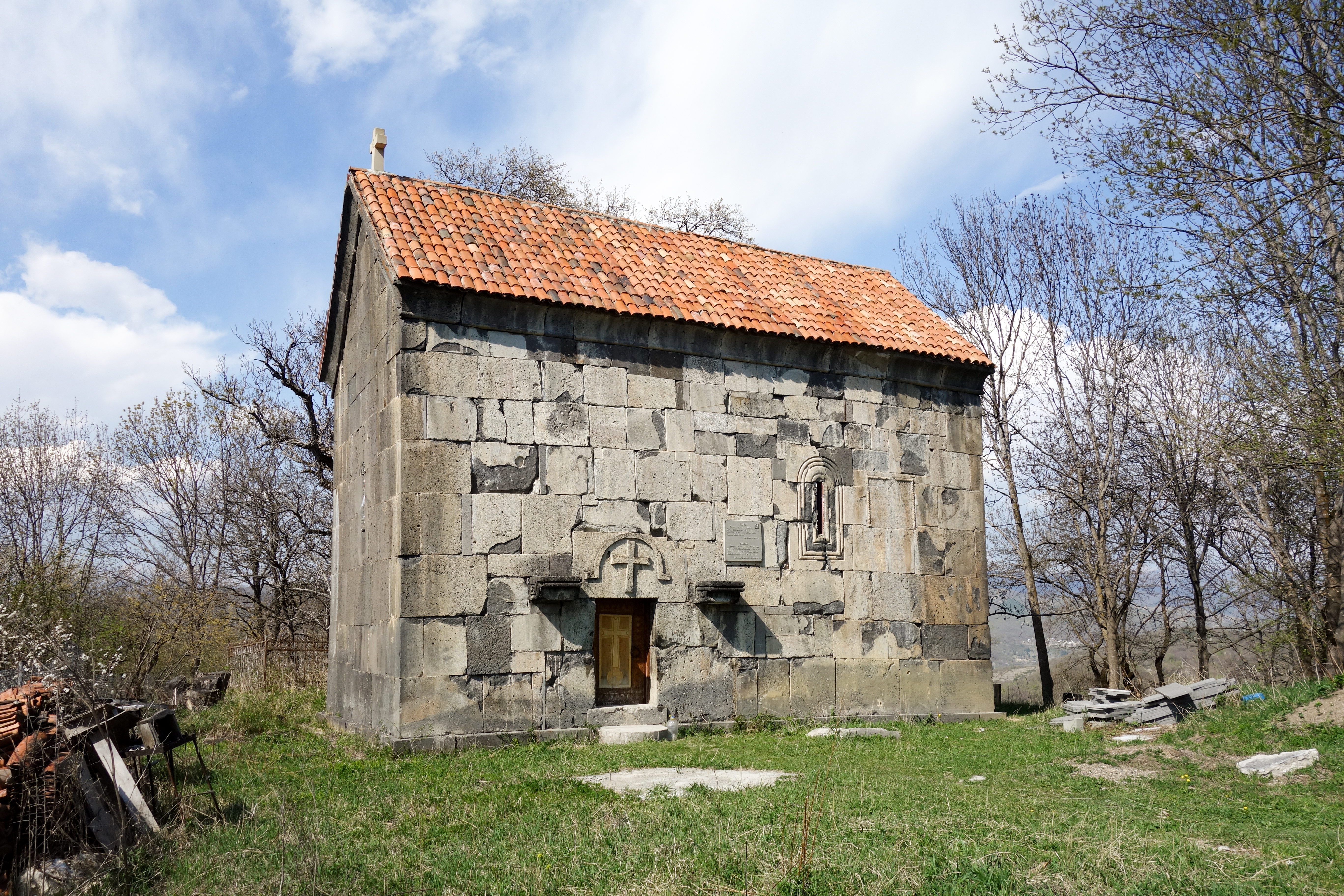
Fachadas sur y oeste.

Abelia es una pequeña iglesia de una sola nave que ha conservado en gran medida su forma arquitectónica original. Fue construida con grandes y porosos bloques grises regulares, revestidos con piedra labrada, a excepción de la bóveda hecha de escombros. Una sala alargada está dividida en dos cámaras por un arco de soporte medio y termina en un ábside semicircular en el este. El ábside se estrecha característicamente hacia la caracola. La única entrada está en el sur y cada pared, con excepción de la norte, está perforada con una sola ventana. El interior estuvo decorado con frescos; que con el tiempo, se han desvanecido en su mayoría. Las paredes exteriores son extremadamente pobres en decoración. A cada lado de la piedra architrave hay dos brackets prominentes que probablemente soportaban arcos de la superestructura ahora perdida. La iglesia fue renovada a través de un programa financiado por el gobierno en 2006.

## Inscripción
La fachada sur está adornada con una larga inscripción en escritura georgiana medieval asomtavruli, dispuesta en 23 líneas horizontales. Está hecha a nombre de Arsen Mshuidaisdze, arzobispo de Manglisi, y menciona a los reyes de Georgia, David Ulu y  David Narin, la esposa del primero, la reina Tamar-Khatun y su hijo Giorgi. Tamar era el nombre cristiano y real de Jigda-Khatun, una princesa de origen seljuq o mongol. El texto continúa lamentando las dificultades que los constructores de la iglesia tuvieron que soportar en el momento en que "los tártaros habían conquistado este reino y todo el país", una referencia a la dominación mongola de Georgia.